# Wondering
Wondering ist ein Jazzalbum von Harvie S und Roni Ben-Hur. Die Anfang 2020 entstandenen Aufnahmen erschienen am 14. Oktober 2022 auf Dot Time Records.

## Hintergrund
Der Gitarrist Roni Ben-Hur und der Bassist Harvie S taten sich 2020 mit der Schlagzeugerin Sylvia Cuenca für ihr zweites gemeinsames Album Wondering zusammen. Roni Ben-Hur und Harvie S hatten zuvor zusammen auf weiteren drei Alben gespielt – Roni-Ben Hurs Introspection (2018) und Stories (2021) sowie auf More Than a Song (2020) von der Sängerin CeCe Gable.

## Titelliste

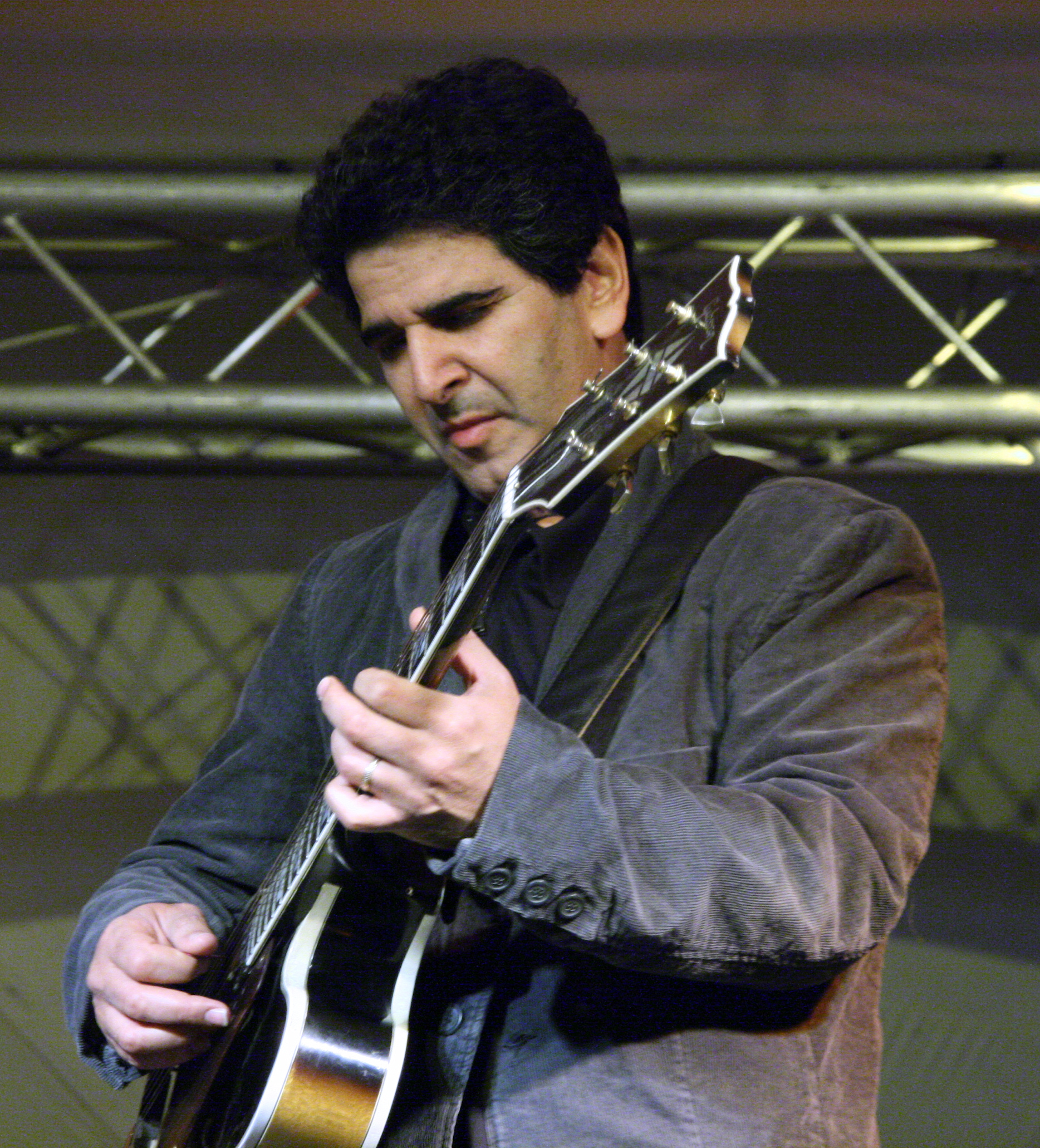
Roni Ben-Hur

- Harvie S & Roni-Ben Hur: Wondering (Dot Time Records DT9124)[1]

1. Boplicity (Gil Evans, Miles Davis) 5:26
2. For Duke P. (Bobby Hutcherson) 6:05
3. Ligia (Antonio Carlos Jobim) 5:01
4. A Vontade Mesmo (Raul de Souza) 4:03
5. The Gentle Art of Love (Oscar Pettiford) 5:37
6. Ray (Harvie Swartz) 4:30
7. Some Wandering Bushmen (Herbie Nichols) 6:11
8. The Forks (Kenny Wheeler) 4:54
9. What Was (Roni Ben-Hur) 3:34
10. Menage Blue (Frank Wess) 4:02

## Rezeption
Nach Ansicht von Marc Myers, der das Album in seinem Blog Jazzwax rezensierte, ist Wondering im Ergebnis „zart, verführerisch und swingend“. Entscheidend dafür sei das Maß an intensiver Fokussierung und kooperativer Kommunikation, die hier stattfinde. Der Autor lobt die Auswahl frischer Songs, die weniger bekannt sind und auf erfreuliche Art funktionierten. Man sieht, so Myers, dass es möglich ist, wunderbares Material zu finden, das nicht immer und immer wieder in die Köpfe der Zuhörer gehämmert wurde, und diejenigen, die sie ausgewählt hätten und die Jazzfans etwas bekannter sind – „Boplicity“ und „The Gentle Art of Love“ – seien wirklich zeitlos und immer willkommen. Roni Ben-Hur habe so einen sensiblen, swingenden Touch und seine klingenden Gitarrenakkorde und Läufe seien herausragend; Harvie S wiederum ein wunderbarer, eleganter Bassist mit viel Schmerz und Freude in seinen Tönen. Sylvia Cuenccas weichen, polyrhythmischen Figuren seien in ständiger Bewegung und schüfen eine spritzige Atmosphäre.